# Sueng
Le sueng  (thaï : ซึง), également orthographié seung ou süng ) est un luth thaïlandais fretté à cordes pincées de la région nord de la Thaïlande. L'instrument est fabriqué avec du bois dur et ses cordes (numérotées quatre ou six et disposées par rangées de deux) sont le plus souvent faites de fils d'acier. Il a neuf frettes  de bambou. Le sueng est inclus dans les ensembles traditionnels du nord de la Thaïlande appelé salo - so (saw) - ensemble sueng , ainsi que du salo (violon à trois cordes) et du pi so (tuyau à anche libre). Le sueng est similaire au krachappi (thaï : กระจับปี่), un ancien instrument thaïlandais utilisé dans la musique classique du centre de la Thaïlande qui existait durant la période d'Ayutthaya (XIVe-XVIIIe siècle).

## Structure
La plupart des suengs sont fabriqués à partir d'une seule pièce de bois de jacquier , sculptée par un artisan. Une fois sculpté, une table d'harmonie ronde est faite dans un même bois, puis collée à l'instrument. Les bâtons en forme de trapèze sont coupés dans des tiges de bambou, ils sont installés pour servir de frettes. Les barrettes d’accord sont collées sur le manche, elles n’ont  qu’une fonction esthétique, car les suengs modernes sont accordés par des chevillers identiques à ceux des guitares modernes. Pour embellir l'instrument des motifs thaïlandais Lai sont peints et décorés sur la table de résonance; quant au pont, il est fabriqué dans de l'os, ou avec des bois en provenance d'arbres du genre Dalbergia dalbergia variabilis (ou dalbergia frutescens), très utilisés au XVIIIe siècle en marqueterie. .

## Son
Les frettes sur le sueng sont espacées différemment de celles des instruments occidentaux. En fait, avec une telle disposition  des frettes, l'instrument joue dans le tempérament 7-TET , ce qui signifie que dans une octave, l'instrument joue sept tons, par opposition aux douze tons de la musique occidentale. Cette caractéristique se retrouve dans la musique traditionnelle thaïlandaise et dans d'autres instruments comme dans celle du "ranat".
La technique de jeu ressemble à celle du oud où les deux cordes du cours sont accordées à l'unisson et jouées ensemble. À l'inverse du luth ou de la guitare, sur l'oud il n'est pas joué d'accords, l'instrument ne donne qu'une musique modale.